# Championnats d'Afrique de lutte 1989
Navigation
Édition précédente Édition suivante
Les Championnats d'Afrique de lutte 1989 se déroulent en 1989 au Caire, en Égypte. Seules des épreuves masculines de lutte libre et de lutte gréco-romaine sont disputées.

## Podiums

### Lutte libre
| Catégories | Or                       | Argent                  | Bronze                    |
| ---------- | ------------------------ | ----------------------- | ------------------------- |
| 48 kg      | Amos Ojo (NGA)           | Ben Zaid Yaeine (ALG)   | Kaled Said (EGY)          |
| 52 kg      | Farg Elomeinem (EGY)     | Boutchich Choukri (TUN) | Garbal Ame (NGA)          |
| 57 kg      | Linas Ovre (NGA)         | Tarek Ibrahim (EGY)     | Abdel Hachaichi (ALG)     |
| 62 kg      | Abdel Ashref (EGY)       | Haoua Bouk (ALG)        | Abdelkader Bahloul (TUN)  |
| 68 kg      | Ibo Oziti (NGA)          | Ahmed Sabera (EGY)      | Hassan Said Souaken (MAR) |
| 74 kg      | Essam Abd Aziz (EGY)     | Olufemi (NGA)           | Kmal Bourahli (ALG)       |
| 82 kg      | Victor Kodei (NGA)       | Said Mouhssen (EGY)     | Abdallah Attar (MAR)      |
| 90 kg      | Christian Iloanusi (NGA) | Badel Mohamed (EGY)     | Zouhair Seghaier (TUN)    |
| 100 kg     | Ali Said Caber (EGY)     | Idriss Mesnaoui (MAR)   | Parsad Balkisson (MRI)    |
| + 100 kg   | Jackson Bidei (NGA)      | Abdelkader Haous (ALG)  | Ibrahim Abo Naga (EGY)    |

### Lutte gréco-romaine
| Catégories | Or                          | Argent                    | Bronze                         |
| ---------- | --------------------------- | ------------------------- | ------------------------------ |
| 48 kg      | Ahmed Mohamed (EGY)         | Ben Zaid Yaeine (ALG)     | Moomen Mohamed (MAR)           |
| 52 kg      | Asam Abdel Aziz (EGY)       | Naanai Abdel Rahman (MAR) | Ahmed Benatia (ALG)            |
| 57 kg      | Ali Houimli (TUN)           | Samir Kamal (EGY)         | Said Animar (MAR)              |
| 62 kg      | Habib Lakhal (TUN)          | Hassan Hosam (EGY)        | Mazouz Bendjedaa (ALG)         |
| 68 kg      | Hosam M. Hamed (EGY)        | Abdelkarim Naamani (ALG)  | Hassan Said Souaken (MAR)      |
| 74 kg      | Ali Hassan (EGY)            | Kamel Bourahli (ALG)      | Abdallah Attar (MAR)           |
| 82 kg      | Mohy Eldin (EGY)            | Lotfi Rahmani (ALG)       | Mboke Honori (CMR)             |
| 90 kg      | Moustafa Abdel-Hareth (EGY) | Jean Youmbi (CMR)         | Zouhair Seghaier (TUN)         |
| 100 kg     | Kamal Abdou (EGY)           | Abdel Bedyor (ALG)        | Khalifa Ben Nasseur (TUN)      |
| + 100 kg   | Hassan El-Hadad (EGY)       | Rabah Selmi (ALG)         | Navind Sharmaph Ramsaran (MRI) |